# Вежбово (Дзялдовський повіт)
Вежбово (пол. Wierzbowo, нім. Wiersbau bei Soldau) — село в Польщі, у гміні Ілово-Осада Дзялдовського повіту Вармінсько-Мазурського воєводства.
Населення — 282 особи (2011).
У 1975-1998 роках село належало до Цехановського воєводства.

## Демографія
Демографічна структура станом на 31 березня 2011 року:
|          | Загалом | Допрацездатний вік | Працездатний вік | Постпрацездатний вік |
| -------- | ------- | ------------------ | ---------------- | -------------------- |
| Чоловіки | 137     | 39                 | 90               | 8                    |
| Жінки    | 145     | 34                 | 86               | 25                   |
| Разом    | 282     | 73                 | 176              | 33                   |